# Сан-Педро (Беліз)
Сан-Педро (англ. San Pedro) — поселення на півночі Белізу, в окрузі Коросаль, на південний захід від адміністративного центру краю.

## Розташування
Сан-Педро знаходиться неподалік узбережжя Карибського моря і його затоки-бухти Четумаль, зокрема бухти Коросаль. Поруч поселення знаходиться велике прісноводне озеро Сапоте Лагуна (Sapote Lagoon). Місцевість навколо Сан Педро рівнинна, помережена невеличкими річками та болотяними озерцями, а село стоїть поміж двох найбільших водних артерій — Ріо-Ондо (Río Hondo) та Ріо-Нуево (Rio Nuevo).

## Населення
Населення за даними на 2010 рік становить 519 осіб. З етнічної точки зору, населення — це суміш, метиси, креоли та майя.
| Рік       | 2000 | 2010 |
| --------- | ---- | ---- |
| Населення | 432  | 519  |

## Клімат
Сан-Педро знаходиться у зоні тропічного мусонного клімату. Середньорічна температура становить +24 °C. Найспекотніший місяць квітень, коли середня температура становить +26 °C. Найхолодніший місяць січень, з середньою температурою +21 °С. Середньорічна кількість опадів становить 3261 міліметрів. Найбільше опадів випадає у жовтні, в середньому 404 мм опадів, самий сухий квітень, з 46 мм опадів.